# Vipio spilocephalus
Vipio spilocephalus är en stekelart som beskrevs av Cameron 1906. Vipio spilocephalus ingår i släktet Vipio och familjen bracksteklar. Inga underarter finns listade i Catalogue of Life.